# Slovenský čuvač
Der Slovenský Čuvač (slowakisch mit kleinem č, Slovenský čuvač, deutsch auch Slowakischer Tschuvatsch) ist eine von der FCI (Nr. 142, Gr. 1, Sek. 1) anerkannte Hunderasse aus der Slowakei.

## Herkunft und Geschichtliches
Der Slovenský Čuvač gehört zu den weißhaarigen Herdenschutzhunden Europas.  Der Name wurde abgeleitet vom slowakischen Wort čúvať (etwa für „hören“ oder archaisch „bewachen, Acht geben“) und deutet auf die Wachsamkeit dieser Hunde hin.
Der Slovenský Čuvač ist in der Slowakei beheimatet. Nach Angaben des Zuchtverbands begann die Zucht mit Hunden aus der Tatra. Die ersten Wurfaufzeichnungen stammen von 1929. Das Zuchtbuch wurde 1933 von Anton Hruza, Professor an der Tierärztlichen Hochschule Brünn, angelegt.

## Beschreibung
Der Slovenský Čuvač ist ein großer, weißer Gebirgshirtenhund, der über einen starken Knochenbau und ein ausgeglichenes Temperament verfügt. Seine Haarfarbe ist reinweiß, ein gelblicher Anflug an Ohr ist erlaubt, aber nicht erwünscht. Das langhaarige Fell ist leicht gewellt, aber nicht lockig und nicht auf dem Rücken gescheitelt. Der Slovenský Čuvač muss nicht gebadet, geschnitten oder getrimmt werden. Das Haar ist weitestgehend selbstreinigend, ab und zu bürsten, vor allem in der Zeit des Haarwechsels, ist ausreichend. Die Beschaffenheit des Fells beugt im Sommer einem Hitzestau vor, im Winter hält es die Körperwärme gespeichert. Die Augen sollten von dunkelbrauner Farbe und ovaler Form sein. Augenlider, Lefzen, Nase und Fußballen sind schwarz pigmentiert. Die Ohren sind hoch angesetzt, nicht allzu lang und eng am Kopf anliegend. Die reich behaarte Rute wird in Ruhe stets hängend (einer Zigarrenform gleichend) getragen, darf in Erregung jedoch sichelförmig über die Kruppe geschwungen werden. Eingerollte oder auf dem Rücken aufliegende Ruten sind nicht erwünscht. Die Bewegungsabläufe des Slovenský Čuvač sind leicht, raumgreifend und fließend mit Vorliebe für einen harmonischen Trab. Bei einer Größe von bis zu 65 cm bei Hündinnen und bis 70 cm bei Rüden und seinem dichten Haarkleid, stellt der Slovenský Čuvač eine imposante Erscheinung dar.

## Wesen und Eigenschaften
Der Slovenský Čuvač ist bei entsprechend umsichtiger Sozialisierung durchaus freundlich und aufgeschlossen, aber auch wachsam. Fremden Menschen und ungewohnten Situationen gegenüber verhält er sich vorsichtig, abwartend und zurückhaltend. Er ist ein angenehmer Begleithund, der sich auch für Aufgaben wie Therapie-, Rettungs- und Suchhundearbeit eignet. Wegen seines natürlich veranlagten Beschützerverhaltens darf der Slovenský Čuvač nicht in Richtung Schutzhund ausgebildet werden. Der Slovenský Čuvač darf nicht mit Härte, muss aber mit souveräner Ruhe, Geduld und besonnener Konsequenz erzogen werden.
Der Čuvač bewachte früher die Herde, Haus und/oder Hof. Heute bewährt er sich aufgrund seines wachsamen, ausgeglichenen und treuen Verhaltens auch innerhalb der Familie.